# Thiodina vellardi
Thiodina vellardi là một loài nhện trong họ Salticidae.
Loài này thuộc chi Thiodina. Thiodina vellardi được Ilka Maria Fernandes Soares & Hélio Ferraz de Almeida Camargo miêu tả năm 1948.